# تنوم صبغي
التُّنوم الصبغي أو نيل أو غبيراء(Chrozophora tinctoria) نوع نباتي حولي يتبع جنس التنوم.

## الموئل والانتشار
ينتشر في بلاد الشام ومصر والمغرب العربي وحوض البحر الأبيض المتوسط والبلقان.

## مرادفات للاسم العلمي
- (باللاتينية: Croton tinctorius L.)
- (باللاتينية: Ricinoides tinctoria (L.) Moench)